# Stanoje Simić

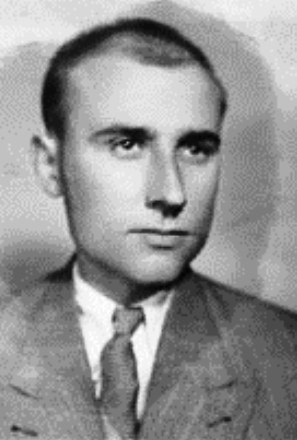
Stanoje Simič (1893–1970)

Stanoje Simić (* 16. Juli 1893 in Belgrad; † 26. Februar 1970 ebenda) war ein Diplomat und Politiker im Königreich Jugoslawien sowie in der Sozialistischen Föderativen Republik Jugoslawien (SFRJ), der unter anderem zwischen 1946 und 1948 Außenminister war.

## Leben
Simić nahm nach dem Schulbesuch zwischen 1912 und 1918 an verschiedenen Schlachten des Königreichs Serbien in den Balkankriegen sowie im Ersten Weltkrieg teil und absolvierte ferner ein Studium an der Rechtswissenschaftlichen Fakultät der Universität Belgrad, das er 1919 abschloss. Danach trat er 1920 in den diplomatischen Dienst ein und wurde im Juli 1923 Vizekonsul in Korça sowie im August 1923 Vizekonsul in Zadar.
Im Januar 1932 wurde Simić Sekretär sowie danach im Mai 1934 Berater im Außenministerium des Königreichs Jugoslawiens und wurde 1935 Gesandtschaftsrat an der Gesandtschaft in Frankreich, ehe er 1938 zunächst in den Ruhestand versetzt wurde. 1939 wurde er wieder als Gesandtschaftsrat an der Gesandtschaft in Frankreich wieder eingesetzt wurde. 1942 wurde er Gesandter sowie 1943 Botschafter in der Sowjetunion und bekleidete diesen Posten bis 1945.
Im Anschluss wurde er im April 1945 Botschafter in den USA und übte dieses Amt bis Februar 1946 aus. In dieser Funktion gehörte er am 26. Juni 1945 zu den Unterzeichnern der Charta der Vereinten Nationen.
Am 30. November 1945 wurde er Mitglied des Volksrates der Nationalversammlung, der er bis 1953 angehörte. Am 1. Februar 1946 wurde Simić Nachfolger von Josip Broz Tito als Außenminister der SFRJ und übte dieses Ministeramt bis zum 31. August 1948 aus. Sein Nachfolger wurde daraufhin Edvard Kardelj. Er war danach von 1948 bis 1953 Mitglied des Ministerrates der SFRJ.